# Chrysops griseicollis
Chrysops griseicollis är en tvåvingeart som beskrevs av Joseph Charles Bequaert 1930. Chrysops griseicollis ingår i släktet Chrysops och familjen bromsar. Inga underarter finns listade i Catalogue of Life.